# نهر ميرزي

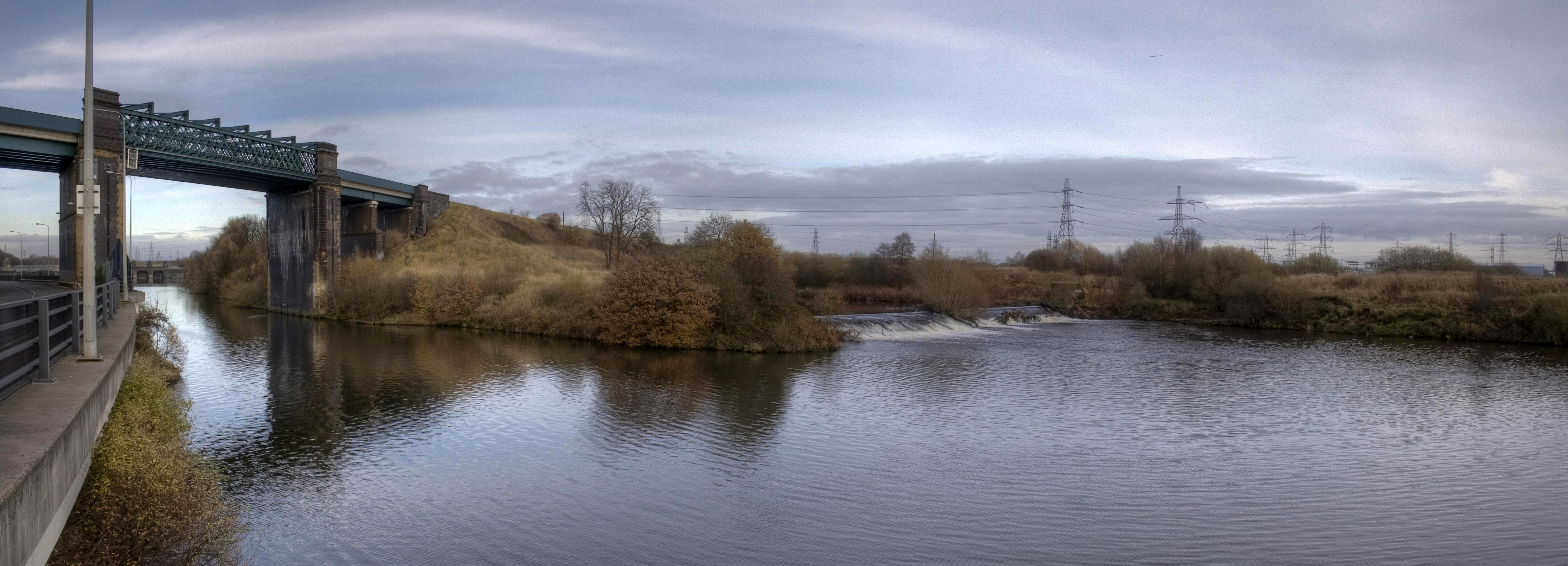
ملتقى النهر مع قناة مانشستر الملاحية

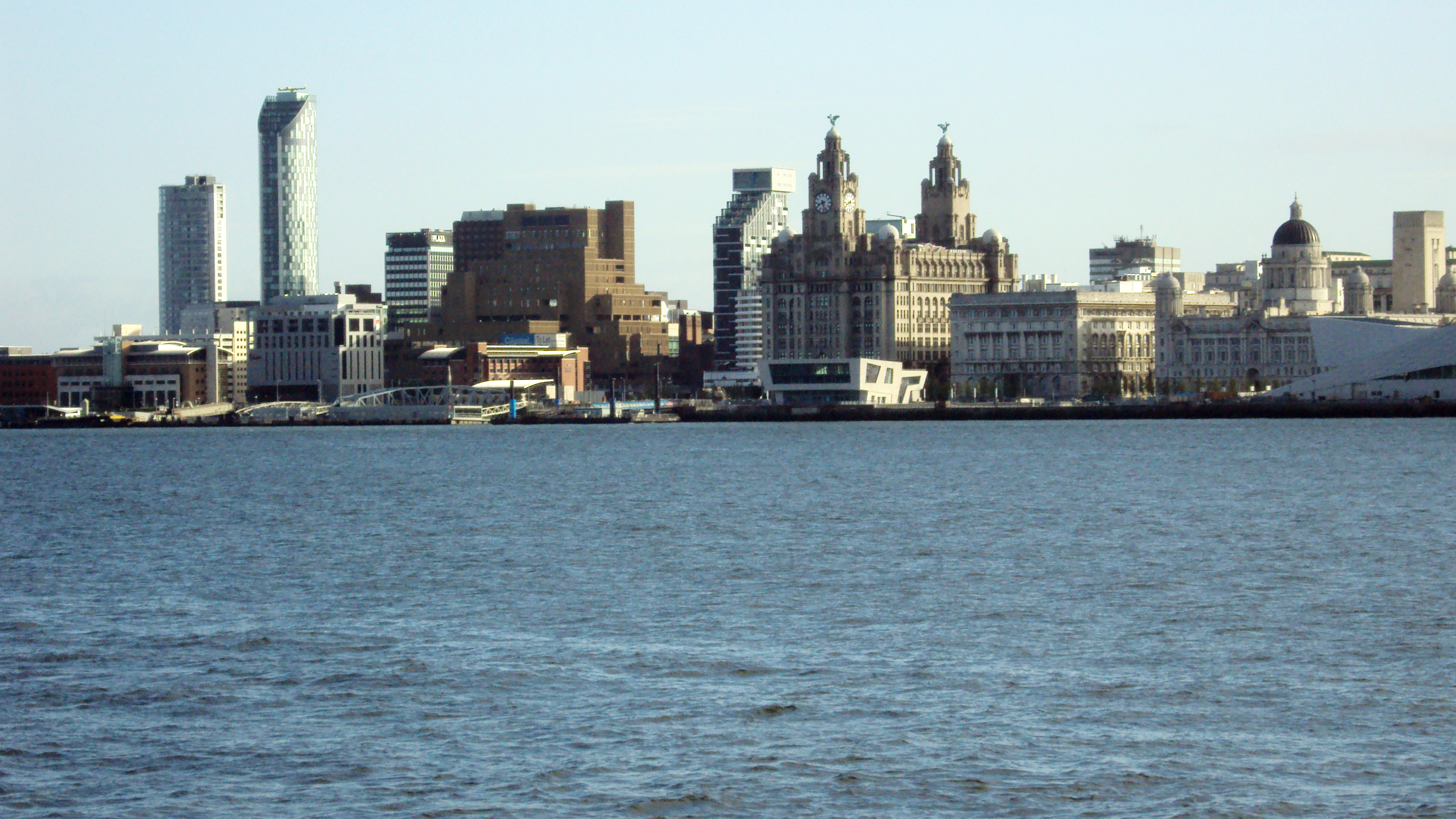
مصب النهر في مدينة ليفربول

نهر ميرزي أحد أنهار إنجلترا، يجري لمسافة 112 كم، من ستوكبورت (لانكشر) إلى لفربول (تشيشر) حيث يصب في البحر الأيرلندي. يصلح لملاحة سفن المحيط. ظلت له أهمية تجارية خاصة لمانشستر وليفربول.